# Димитър Джутев
Димитър (Мице) Джутев е български просветен деец и духовник от Южна Македония.

## Биография
Димитър Джутев е роден през 1878 година в град Енидже Вардар, тогава в Османската империя. Към 1907 година е български учител в Енидже Вардар, а през 1912 - 1913 година е български учител и свещеник в ениджевардарското село Свети Георги. След войните за национално обединение на българите 1912 - 1918 година се изселва в България. Умира преди 1929 година.